# Openbare weg
Een openbare weg is een weg waar iedereen altijd gebruik van mag maken.

## Nederland
De term openbare weg wordt (deels) gedefinieerd in de Wegenwet. Daarin staan de voorwaarden waaronder een weg als openbare weg moet worden gezien, maar ook hoe een bestaande openbare weg aan de openbaarheid kan worden onttrokken. De openbaarheid van wegen die (deels) buiten de bebouwde kom zijn gelegen (en van toegangswegen naar stations die binnen de bebouwde kom zijn gelegen) wordt vastgelegd in de wegenlegger die op grond van de Wegenwet door een gemeente opgesteld wordt.
De Wegenwet regelt echter niet wanneer een beloopbaar of berijdbaar stuk grond als 'weg' moet worden aangemerkt. De wetgever heeft dit aan de praktijk willen overlaten. De Afdeling bestuursrechtspraak van de Raad van State heeft dit in een uitspraak uit 2008 wel nader bepaald, als verkeersbanen die een functie vervullen ten behoeve van het afwikkelen van het openbare verkeer en die derhalve naar hun aard of functie een grote, onbepaalde publieksgroep dienen. Dit sluit bijvoorbeeld veel doodlopende wegen uit (die alleen dienen ter ontsluiting van één of enkele erven) of wegen en paden met een uitsluitend recreatief karakter.
Daarnaast zijn er wegen die, hoewel niet (noodzakelijk) openbaar in de zin van de Wegenwet, wel voor eenieder toegankelijk zijn. Het kan dan bijvoorbeeld gaan om een eigen weg die door de eigenaar voor alle verkeer is opengesteld. Deze wegen hebben een openbaar karakter, en hier gelden in beginsel de bepalingen van de Wegenverkeerswet (WVW) die betrekking heeft op 'alle voor het openbaar verkeer openstaande wegen of paden' (art. 1 lid 1 b. WVW).
In Nederland worden de meeste openbare wegen (in de zin van de Wegenwet) beheerd door de overheid, zijnde het Rijk, een provincie, een gemeente of een waterschap. Ook kan een particulier of een bedrijf een openbare weg in beheer hebben. Een voorbeeld is de Westerscheldetunnel. Dit is een openbare weg, hoewel deze wordt beheerd door de NV Westerscheldetunnel.
In Nederland is er in totaal 132.397 km aan openbare wegen (2003) die door de overheid wordt beheerd. Daarvan is:
- 119.437 km gemeentelijke weg en waterschapsweg
- 7856 km provinciale weg
- 5107 km rijksweg.

| Wet(boek)    | Wegenwet |
| Artikel      | 4 |
| Omschrijving | 1.Een weg is openbaar: I. wanneer hij, na het tijdstip van dertig jaren vóór het in werking treden van deze wet, gedurende dertig achtereenvolgende jaren voor een ieder toegankelijk is geweest; II. wanneer hij, na het tijdstip van tien jaren vóór het in werking treden van deze wet, gedurende tien achtereenvolgende jaren voor een ieder toegankelijk is geweest en tevens gedurende dien tijd is onderhouden door het Rijk, eene provincie, eene gemeente of een waterschap; III. wanneer de rechthebbende daaraan de bestemming van openbaren weg heeft gegeven. 2.Het onder I en II bepaalde lijdt uitzondering wanneer, loopende den termijn van dertig of van tien jaren, gedurende een tijdvak van ten minste een jaar duidelijk ter plaatse is kenbaar gemaakt, dat de weg slechts ter bede voor een ieder toegankelijk is. 3.Dit kenbaar maken kan geschieden door het stellen van opschriften als: eigen weg, particuliere weg, private weg en soortgelijke, of door andere kenteekenen. |

| Wet(boek)    | Wegenwet |
| Artikel      | 7 |
| Omschrijving | Een weg heeft opgehouden openbaar te zijn: I. wanneer hij gedurende dertig achtereenvolgende jaren niet voor een ieder toegankelijk is geweest; II. wanneer hij door het bevoegd gezag aan het openbaar verkeer is onttrokken. |

## België
Geen enkele Belgische wet omschrijft klaar en duidelijk het begrip “openbare weg”, wat heeft geleid tot veel rechtspraak en rechtsleer waarop wordt teruggevallen. Eerst en vooral wordt er een onderscheid gemaakt tussen het begrip ‘openbare weg’ in de verkeersreglementering (de wegcode) en in het administratief recht (waartoe de rechtsregels betreffende het beheer van wegen behoren).
- In het kader van de verkeersreglementering is een openbare weg “elke weg die tot het openbaar verkeer te land voor iedereen openstaat”. Met andere woorden, daar waar het publiek verkeer de mogelijkheid heeft deze te gebruiken. Dit begrip bepaalt in principe het toepassingsgebied van het Belgische verkeersreglement[3].
- In het kader van het administratief recht wordt onder openbare weg verstaan: "elke weg die een bestemming tot openbaar gebruik heeft gekregen". Ze omvatten dus alle voor het openbaar verkeer bestemde verbindingswegen[4].

Hoe komt deze bestemming tot stand?
1. Een overheid kan een weg bestemmen tot openbaar gebruik, door het opstellen / goedkeuren van een plan (onteigeningsplan, RUP, …) of het stellen van een handeling die uiteindelijk zal leiden tot het creëren van een weg voor het publiek gebruik (zoals een besluit tot erkennen als buurtweg).
2. Een particulier kan een eigen private weg bestemmen tot het openbaar gebruik. Dit gebeurt vaak bij wegen die worden aangelegd in verkavelingen.
3. Het publiek gebruik van een weg kan op termijn eveneens leiden tot een bestemming tot openbaar gebruik. Zo kan de feitelijke doorgang van het publiek een openbare bestemming tot stand brengen.
Het onderscheidend criterium om van een openbare weg te kunnen spreken, verschilt dus. In verkeersreglementaire zin gaat het over de “mogelijkheid voor het publiek verkeer om de weg te gebruiken”, in administratiefrechtelijke zin gaat het over de “bestemming tot openbaar gebruik”. De kwestie van eigendom van de bedding speelt geen rol voor het bestaan van een openbare weg, noch in verkeersreglementaire, noch in administratiefrechtelijke zin. Of een weg al dan niet een openbare weg is, is dus een feitenkwestie die bij betwisting door de rechter zal worden beoordeeld. Het is dan ook niet te verbazen dat er een uitgebreide casuïstiek is ontstaan over openbare wegen.
De eigenaar van een eigen weg kan ook vrije toegang tot die weg geven. Voorbeelden hiervan zijn de paden in bossen. Men spreekt dan van wegen met een openbaar karakter.